# دوري أبطال إفريقيا 2014
دوري أبطال أفريقيا 2014 (المعروف أيضًا باسم دوري أورانج لأبطال أفريقيا 2014 لأسباب الرعاية) هي النسخة الخمسون من بطولة أفريقيا الممتازة لكرة القدم للأندية التي تنظم من قبل الاتحاد الأفريقي لكرة القدم (CAF)، والنسخة الثامنة عشرة بشكلها الحالي دوري أبطال أفريقيا. الفائز تأهل إلى كأس العالم للأندية لكرة القدم 2014، وحصل على حق اللعب في كأس السوبر الأفريقي 2015.

## تخصيص الفرق للاتحادات
نظرياً، قد يدخل 56 عضو لدى الكاف بطولة دوري أبطال أفريقيا لعام 2014، على أن يكون أعلى 12 اتحاد مؤهلين لارسال فريقين للمسابقة وفقاً لتصنيف الكاف لـ5 سنوات. يمكن لحامل اللقب أيضاً أن يشارك في حال عدم تأهله بالفعل إلى دوري أبطال أفريقيا. ونتيجة لذلك، 69 فريق كحد أقصى باستطاعتهم المشاركة في البطولة – على الرغم من أنه لم يسبق أن وصل إلى هذا المستوى.

### نظام التصنيف
بالنسبة لدوري أبطال أفريقيا 2014، يستخدم الكاف تصنيف الـ5 سنوات من 2008–2012، الذي يحسب نقاطاً لكل اتحاد مشارك على أساس أداء أنديتهم خلال تلك السنوات الخمس في دوري أبطال أفريقيا وكأس الأتحاد الأفريقي. معايير الحصول على نقاط هي التالية:
|                            | دوري أبطال أفريقيا | كأس الاتحاد الأفريقي |
| -------------------------- | ------------------ | -------------------- |
| الفائز                     | 5 نقاط             | 4 نقاط               |
| الوصيف                     | 4 نقاط             | 3 نقاط               |
| خسارة نصف النهائي          | 3 نقاط             | نقطتين               |
| المركز الثالث في المجموعات | نقطتين             | نقطة واحدة           |
| المركز الرابع في المجموعات | نقطة واحدة         | نقطة واحدة           |

تتضاعف النقاط بواسطة معامل وفقاً لهذا العام على النحو التالي:
- 2012 – 5
- 2011 – 4
- 2010 – 3
- 2009 – 2
- 2008 – 1

### قائمة المشاركين
فيما يلي قائمة المشاركين بالمسابقة. الفرق بالخط العريض حصلت على مرور مباشر إلى الدور الأول. الفرق الأخرى تخوض التمهيدي.
تظهر الدول وفقاً لتصنيف الكاف لـ5 سنوات من 2008–2012 - وتلك التي لديها نقاط ترتيب يشار إلى ترتيبها ونقاطها.
| اتحاد                                      | فريق                                       | طريقة التأهل                                                     |
| اتحادات مؤهلة لإدخال فريقين (التصنيف 1–12) | اتحادات مؤهلة لإدخال فريقين (التصنيف 1–12) | اتحادات مؤهلة لإدخال فريقين (التصنيف 1–12)                       |
| ------------------------------------------ | ------------------------------------------ | ---------------------------------------------------------------- |
| تونس (الأول – 90 نقطة)                     | الصفاقسي                                   | بطل الرابطة التونسية المحترفة 2012-2013                          |
| تونس (الأول – 90 نقطة)                     | الترجي التونسي                             | وصيف الرابطة التونسية المحترفة 2012-2013                         |
| مصر (الثاني – 70 نقطة)                     | الأهلي[Note EGY]                           | بطل دوري أبطال أفريقيا 2013 وبطل الدوري المصري الممتاز 2010-2011 |
| مصر (الثاني – 70 نقطة)                     | الزمالك[Note EGY]                          | وصيف الدوري المصري الممتاز 2010-2011                             |
| نيجيريا (الثالث – 63 نقطة)                 | كانو بيلارس                                | بطل الدوري النيجيري الممتاز 2013                                 |
| نيجيريا (الثالث – 63 نقطة)                 | انيمبا                                     | وصيف الدوري النيجيري الممتاز 2013                                |
| السودان (الرابع – 54 نقطة)                 | المريخ                                     | بطل دوري السودان الممتاز 2013                                    |
| السودان (الرابع – 54 نقطة)                 | الهلال                                     | وصيف دوري السودان الممتاز 2013                                   |
| المغرب (الخامس – 53 نقطة)                  | الرجاء البيضاوي                            | بطل البطولة الوطنية المغربية 2012-2013                           |
| المغرب (الخامس – 53 نقطة)                  | الجيش الملكي                               | وصيف البطولة الوطنية المغربية 2012-2013                          |
| الكونغو الديمقراطية (السادس – 48 نقطة)     | تي بي مازيمبي                              | بطل الدوري الوطني الكونغولي 2013                                 |
| الكونغو الديمقراطية (السادس – 48 نقطة)     | إيه إس فيتا كلوب                           | وصيف الدوري الوطني الكونغولي 2013                                |
| الجزائر (السابع – 40 نقطة)                 | وفاق سطيف (متأهل وحيد)[Note ALG]           | بطل الرابطة الجزائرية المحترفة الأولى 13–2012                    |
| مالي (الثامن – 31 نقطة)                    | ستاد مالي                                  | بطل دوري الدرجة الأولى المالي 13–2012                            |
| مالي (الثامن – 31 نقطة)                    | ريال باماكو                                | وصيف دوري الدرجة الأولى المالي 13–2012                           |
| الكونغو (التاسع – 20 نقطة)                 | اي سي ليوباردز                             | بطل دوري الكونغو الممتاز 2013                                    |
| الكونغو (التاسع – 20 نقطة)                 | ديابل نوار                                 | وصيف دوري الكونغو الممتاز 2013                                   |
| أنغولا (العاشر – 18 نقطة)                  | كابوسكورب                                  | بطل دوري أنغولا الممتاز 2013                                     |
| أنغولا (العاشر – 18 نقطة)                  | بريميرو دي أغوستو                          | وصيف دوري أنغولا الممتاز2013                                     |
| الكاميرون (الحادي عشر – 12 نقطة)           | كوتون سبورت                                | بطل الدوري الكاميروني الممتاز 2013                               |
| الكاميرون (الحادي عشر – 12 نقطة)           | أستريس                                     | وصيف الدوري الكاميروني الممتاز 2013                              |
| غانا (الثاني عشر – 11 تقطة)                | أشانتي كوتوكو                              | بطل الدوري الغاني الممتاز 2012-2013                              |
| غانا (الثاني عشر – 11 تقطة)                | بيريكوم تشلسي                              | وصيف الدوري الغاني الممتاز 2012-2013                             |
| اتحادات مؤهلة لإدخال فريق واحد             |                                            |                                                                  |
| زيمبابوي (الثالث عشر – 8 نقاط)             | ديناموز                                    | بطل دوري زيمبابوي الممتاز 2013                                   |
| زامبيا (الرابع عشر – 7 نقاط)               | نكانا                                      | بطل الدوري الزامبي الممتاز 2013                                  |
| ساحل العاج (ت-الخامس عشر – 6 نقاط)         | سيوي سبورت                                 | بطل دوري كوت ديفوار الممتاز 2012-13                              |
| ليبيا (ت-الخامس عشر – 6 نقاط)              | الأهلي بنغازي                              | بطل دوري الدرجة الأولى الليبي لكرة القدم 2013                    |
| النيجر (السابع عشر – 3 نقاط)               | دوانس نيامي                                | بطل دوري النيجر الممتاز 13–2012                                  |
| بوتسوانا                                   | موتشودي سنتر تشيفز                         | بطل دوري بوتسوانا الممتاز 13–2012                                |
| بوركينا فاسو                               | أسفا ينينغا                                | بطل دوري بوركينا فاسو الممتاز 2013                               |
| بوروندي                                    | فلامبو دو ليست                             | بطل دوري بوروندي الممتاز 13–2012                                 |
| تشاد                                       | فولا إيديفيس                               | بطل دوري تشاد الممتاز 2013                                       |
| جزر القمر                                  | كوموروزين                                  | بطل دوري جزر القمر الممتاز 2013                                  |
| غينيا الاستوائية                           | أكونانغي                                   | بطل الدوري الغيني الاستوائي الممتاز 2013                         |
| إثيوبيا                                    | ديديبيت                                    | بطل الدوري الإثيوبي الممتاز 2012-13                              |
| الغابون                                    | اتحاد بيتام                                | بطل بطولة الغابون الوطنية 2012-2013                              |
| غامبيا                                     | ستيف بيكو                                  | بطل دوري الدرجة الأولى الغامبي 2013                              |
| غينيا                                      | هورويا                                     | بطل البطولة الوطنية الغينية 2013                                 |
| غينيا بيساو                                | أوس بالانتاس                               | بطل بطولة غينيا بيساو الوطنية 2013                               |
| كينيا                                      | غور مايا                                   | بطل الدوري الكيني الممتاز 2013                                   |
| ليسوتو                                     | ليولي                                      | بطل دوري ليسوتو لكرة القدم 13–2012                               |
| ليبيريا                                    | باراك يانغ كونترولرز                       | بطل الدوري الليبيري الممتاز 2013                                 |
| مدغشقر                                     | كنابس سبور                                 | بطل دوري أبطال مدغشقر 2013                                       |
| موريتانيا                                  | نواذيبو                                    | بطل الدوري الموريتاني الممتاز 13–2012                            |
| موزمبيق                                    | ليغا موكولمانا مابوتو                      | بطل الدوري الموزمبيقي 2013                                       |
| ناميبيا                                    | بلاك أفريكا                                | بطل دوري ناميبيا الممتاز 13–2012                                 |
| رواندا                                     | رايون سبورتس                               | بطل البطولة الوطنية الرواندية الممتازة 13–2012                   |
| ساو تومي وبرينسيب                          | برايا كروز[Note ALG]                       | بطل بطولة ساو تومي وبرينسيب 2013                                 |
| السنغال                                    | ديامبارز                                   | بطل دوري السنغال الممتاز 2013                                    |
| سيشل                                       | كوت دي أور                                 | بطل دوري سيشل الدرجة الأولى 2013                                 |
| سيراليون                                   | دياموند ستارز                              | بطل دوري سيراليون الوطني الممتاز 2013                            |
| جنوب أفريقيا                               | كايزر تشيفز                                | بطل دوري جنوب أفريقيا الممتاز لكرة القدم 13–2012                 |
| جنوب السودان                               | أطلع برة                                   | بطل بطولة جنوب السودان لكرة القدم 2013                           |
| سوازيلاند                                  | مبابان سوالوز                              | بطل الدوري السوازيلاندي الممتاز 13–2012                          |
| تنزانيا                                    | يانغ أفريكانز                              | بطل الدوري التنزاني الممتاز 13–2012                              |
| توغو                                       | أنجيس                                      | بطل البطولة الوطنية التوغولية 2013                               |
| أوغندا                                     | كامبالا سيتي                               | بطل دوري السوبر الأوغندي 13–2012                                 |
| زنجبار                                     | كي إم كي إم                                | بطل دوري زنجبار الممتاز 13–2012                                  |

ملاحظات
1. ^ أ ب الجزائر انسحب اتحاد الحراش، وصيف الرابطة الجزائرية المحترفة الأولى 13–2012 بعد تحديد الفرق.[3] لذا سمح لنادي برايا كروز الرياضي الفائز بطولة ساو توميه وبرينسيب 2013 بالمشاركة لتعويض الفريق الجزائري.[4]
2. ^ أ ب مصر كان من المفترض أن تمثّل مصر ببطل ووصيف الدوري المصري الممتاز 2012–13، وبسبب إلغاء المسابقة، شارك بطل ووصيف موسم 2010–11 كآخر موسم مكتمل.[5]

الاتحادات التالية لم تشارك بأندية:
- بنين
- الرأس الأخضر
- جمهورية أفريقيا الوسطى
- جيبوتي
- إريتريا
- مالاوي
- موريشيوس
- لا ريونيون
- الصومال

## الأدوار التأهيلية
لعبت الأدوار التأهيلية في الفترة بين 7 فبراير و30 مارس 2014، لتحديد الفرق الثمانية المتأهلة لدور المجموعات.

### الدور التمهيدي
يضم الدور التمهيدي الفرق ال52 التي لم تتأهل مباشرة إلى الدور الأول.
| الفريق الأول      | إجم.         | الفريق الثاني        | مباراة الذهاب | مباراة الإياب |
| ----------------- | ------------ | -------------------- | ------------- | ------------- |
| يانغ أفريكانز     | 12–2         | كوموروزين            | 7–0           | 5–2           |
| بيريكوم تشيلسي    | 2–2 (3–0 رج) | أطلع برة             | 2–0           | 0–2           |
| الأهلي            | 4–2          | فولا إيديفيس         | 4–0           | 0–2           |
| غور مايا          | 1–1 (4–2 رج) | اتحاد بيتام          | 1–0           | 0–1           |
| إنيمبا            | 4–3          | أنجيس                | 3–1           | 1–2           |
| الجيش الملكي      | 3–3 (خ د)    | ريال باماكو          | 2–2           | 1–1           |
| أستريس            | 4–0          | أكوانغي              | 3–0           | 1–0           |
| أشانتي كوتوكو     | 2–2 (خ د)    | باراك يونغ كونترولرز | 2–1           | 0–1           |
| سيوي سبورت        | ف/ا          | أوس بالانتاس         | —             | —             |
| ديديبيت           | 3–2          | كي إم كي إم          | 3–0           | 0–2           |
| نواذيبو           | 1–4          | هورويا               | 1–1           | 0–3           |
| الرجاء            | 8–1          | دياموند ستارز        | 6–0           | 2–1           |
| ديابل نوار        | 1–2          | فلامبو دو ليست       | 0–1           | 1–1           |
| وفاق سطيف         | ف/ا          | ستيف بيكو            | —             | —             |
| ديامبارز          | 1–1 (2–4 رج) | أسفا ينينغا          | 1–0           | 0–1           |
| برايا كروز        | 3–7          | الملعب المالي        | 3–2           | 0–5           |
| إيه سي ليوباردز   | 2–2 (خ د)    | رايون سبورتس         | 0–0           | 2–2           |
| بريميرو دي أغوستو | 3–2          | ليولي                | 2–0           | 1–2           |
| كايزر تشيفز       | 4–1          | بلاك أفريكا          | 3–0           | 1–1           |
| ليغا موكولمانا    | 1–0          | نادي كنابس سبور      | 1–0           | 0–0           |
| ديناموز           | 4–1          | موتشودي سنتر تشيفز   | 3–0           | 1–1           |
| فيتا كلوب         | 4–3          | كانو بيلارس          | 3–1           | 1–2           |
| الزمالك           | 3–0          | اتحاد دوانس          | 2–0           | 1–0           |
| كابوسكورب         | 7–2          | كوت دي أور           | 5–1           | 2–1           |
| إمبابان سوالوز    | 4–5          | نكانا                | 2–0           | 2–5           |
| المريخ            | 2–3          | كامبالا سيتي         | 0–2           | 2–1           |

### الدور الأول
تشكل الدور الأول من 32 فريقًا؛ 26 من الدور التمهيدي، والفرق ال6 الباقية تبدأ من هذا الدور حسب توزيع الفرق.
| الفريق الأول         | إجم.         | الفريق الثاني     | مباراة الذهاب | مباراة الإياب |
| -------------------- | ------------ | ----------------- | ------------- | ------------- |
| يانغ أفريكانز        | 1–1 (3–4 رج) | الأهلي            | 1–0           | 0–1           |
| بيريكوم تشيلسي       | 1–3          | الأهلي            | 1–1           | 0–2           |
| غور مايا             | 2–8          | الترجي            | 2–3           | 0–5           |
| إنيمبا               | 2–2 (خ د)    | ريال باماكو       | 1–2           | 1–0           |
| أستريس               | 1–4          | تي بي مازيمبي     | 1–1           | 0–3           |
| باراك يونغ كونترولرز | 3–4          | سيوي سبورت        | 3–3           | 0–1           |
| ديديبيت              | 1–4          | الصفاقسي          | 1–2           | 0–2           |
| هورويا               | 1–1 (5–4 رج) | الرجاء            | 1–0           | 0–1           |
| فلامبو دو ليست       | 1–5          | كوتون سبورت       | 1–0           | 0–5           |
| وفاق سطيف            | 5–0          | أسفا ينينغا       | 5–0           | 0–0           |
| الملعب المالي        | 0–2          | الهلال            | 0–0           | 0–2           |
| إيه سي ليوباردز      | 4–3          | بريميرو دي أغوستو | 4–1           | 0–2           |
| كايزر تشيفز          | 7–0          | ليغا موكولمانا    | 4–0           | 3–0           |
| ديناموز              | 0–1          | فيتا كلوب         | 0–0           | 0–1           |
| الزمالك              | 1–0          | كابوسكورب         | 1–0           | 0–0           |
| نكانا                | 4–3          | كامبالا سيتي      | 2–2           | 2–1           |

### الدور الثاني
تشّكل الدور الثاني من الفرق ال16 الفائزة في الدور الأول.
يتأهل الفائزون إلى مرحلة المجموعات، بينما ينتقل الخاسرون إلى دور ال16 من كأس الاتحاد الكونفدرالي الأفريقي.
| الفريق الأول    | إجم.      | الفريق الثاني | مباراة الذهاب | مباراة الإياب |
| --------------- | --------- | ------------- | ------------- | ------------- |
| الأهلي          | 4–2       | الأهلي        | 1–0           | 3–2           |
| ريال باماكو     | 1–4       | الترجي        | 1–1           | 0–3           |
| سيوي سبورت      | 2–2 (خ د) | تي بي مازيمبي | 2–1           | 0–1           |
| هورويا          | 0–3       | الصفاقسي      | 0–1           | 0–2           |
| وفاق سطيف       | 2–0       | كوتون سبورت   | 1–0           | 1–0           |
| إيه سي ليوباردز | 1–1 (خ د) | الهلال        | 1–1           | 0–0           |
| فيتا كلوب       | 3–2       | كايزر تشيفز   | 3–0           | 0–2           |
| نكانا           | 0–5       | الزمالك       | 0–0           | 0–5           |

## مرحلة المجموعات
لعبت مرحلة المجموعات بطريقة دورة روبن، بحيث لعبت فرق كل مجموعة ضد بعضها في مباراتي ذهاب وإياب. تأهل الفائز والوصيف في كل مجموعة للدور نصف النهائي.
كسر التعادل
يتم ترتيب الفرق حسب النقاط (3 نقاط للفوز، 1 نقطة للتعادل، 0 نقاط للخسارة).
في حالة تساوي فريقين في النقاط يتم ترتيبهم حسب القواعد التالية بالترتيب:
1. عدد النقاط التي حصل عليها كل فريق في المواجهات المباشرة بين الفريقين.
2. فارق الأهداف في المواجهات المباشرة بين الفريقين.
3. نطبيق قاعدة الأهداف خارج الديار في المواجهات المباشرة بين الفريقين.
4. فارق الأهداف في كل المباريات
5. الأهداف المحرزة في كل المباريات

### المجموعة أ
| م | الفريق        | لعب | ف | ت | خ | أ.له | أ.ع | أ.ف | نقاط | التأهل      |     | تي بي | فيتا | الهلال | الزمالك |
| - | ------------- | --- | - | - | - | ---- | --- | --- | ---- | ----------- | --- | ----- | ---- | ------ | ------- |
| 1 | تي بي مازيمبي | 6   | 3 | 2 | 1 | 5    | 2   | +3  | 11   | نصف النهائي |     | —     | 1–0  | 3–1    | 1–0     |
| 2 | فيتا كلوب     | 6   | 3 | 2 | 1 | 6    | 4   | +2  | 11   | نصف النهائي |     | 0–0   | —    | 2–1    | 2–1     |
| 3 | الهلال        | 6   | 2 | 1 | 3 | 7    | 9   | −2  | 7    |             |     | 1–0   | 1–1  | —      | 2–1     |
| 4 | الزمالك       | 6   | 1 | 1 | 4 | 4    | 7   | −3  | 4    |             | 0–0 | 0–1   | 2–1  | —      |         |

1. 1 2  كسر التعادل: تم ترتيب تي بي مازيمبي وفيتا كلوب على أساس المواجهات المباشرة.

### المجموعة ب
| م | الفريق                  | لعب | ف | ت | خ | أ.له | أ.ع | أ.ف | نقاط | التأهل      |     | الصفاقسي | سطيف | الترجي | الأهلي |
| - | ----------------------- | --- | - | - | - | ---- | --- | --- | ---- | ----------- | --- | -------- | ---- | ------ | ------ |
| 1 | النادي الرياضي الصفاقسي | 6   | 3 | 2 | 1 | 8    | 5   | +3  | 11   | نصف النهائي |     | —        | 1–1  | 1–0    | 3–1    |
| 2 | وفاق سطيف               | 6   | 2 | 4 | 0 | 9    | 6   | +3  | 10   | نصف النهائي |     | 1–1      | —    | 2–2    | 1–1    |
| 3 | الترجي الرياضي التونسي  | 6   | 2 | 1 | 3 | 8    | 9   | −1  | 7    |             |     | 2–1      | 1–2  | —      | 1–0    |
| 4 | الأهلي بنغازي           | 6   | 1 | 1 | 4 | 5    | 10  | −5  | 4    |             | 0–1 | 0–2      | 3–2  | —      |        |

ملاحظة: كل مباريات إياب الأهلي بنغازي لعبت خارج ليبيا لأسباب أمنية.

## مرحلة خروج المغلوب
لعبت مرحلة خروج المغلوب في الفترة بين 20 سبتمبر و1 نوفمبر 2014. تنافست الفرق الأربعة المتأهلة من دور المجموعات.
يتنافس كل فريقين في مباراتي ذهاب وإياب. إذا تعادل الفريقان في مجموع المباراتين بعد انتهاء المباراة الثانية، يتم تطبيق قاعدة الأهداف خارج الديار، إذا استمر التعادل يلعب الفريقان ركلات جزاء ترجيحية مباشرةً دون لعب وقت إضافي.

### نصف النهائي
في الدور نصف النهائي، واجه صاحب المركز الأول في المجموعة أ مع صاحب المركز الثاني في المجموعة ب، وصاحب المركز الأول في المجموعة ب مع صاحب المركز الثاني في المجموعة أ، بحيث يكون الفريق صاحب المركز الأول هو صاحب الأرض في المباراة الثانية (مباراة الإياب).
| الفريق الأول | إجم.      | الفريق الثاني | مباراة الذهاب | مباراة الإياب |
| ------------ | --------- | ------------- | ------------- | ------------- |
| وفاق سطيف    | 4–4 (خ د) | تي بي مازيمبي | 2–1           | 2–3           |
| فيتا كلوب    | 4–2       | الصفاقسي      | 2–1           | 2–1           |

### النهائي
تحدد ترتيب صاحب الأرض في المباراتين بقرعة تمت يوم 29 أبريل 2014، 11:00 ت ع م+02:00 في مقر الاتحاد الأفريقي لكرة القدم في القاهرة، مصر.
| الفريق الأول | إجم.      | الفريق الثاني | مباراة الذهاب | مباراة الإياب |
| ------------ | --------- | ------------- | ------------- | ------------- |
| فيتا كلوب    | 3–3 (خ د) | وفاق سطيف     | 2–2           | 1–1           |

| بطل دوري أبطال أفريقيا 2014             |
| --------------------------------------- |
| قالب:بيانات بلد وفاق سطيف للمرة الثانية |

## وصلات خارجية
- دوري أبطال أفريقيا